# Never Go Back : Retour interdit
Never Go Back : Retour interdit (titre original : Never Go Back) est le dix-huitième roman de la série littéraire Jack Reacher de l'écrivain britannique Lee Child.
Publié en 2013 par l'éditeur Bantam Press, la trame narrative poursuit celle de 61 Heures (en) (2010), de La cause était belle (en) (2010) et de A Wanted Man (en) (2012).
Le livre a été adapté au cinéma dans Jack Reacher: Never Go Back (2016) avec notamment l'acteur Tom Cruise.